# 琴浦町営バス
琴浦町営バス（ことうらちょうえいバス）とは、鳥取県東伯郡琴浦町で運行するコミュニティバス。通称はことうらバス。
自家用自動車による有償運送で、運行は日ノ丸自動車・田中商店（ことうら交通）に委託されている。
2008年5月1日に琴浦町営バスの運行及び管理に関する条例が施行されたことに伴い、それまでの事業用自動車による琴浦町内路線バス（ことうらちょうないろせんバス）から変更された。

## 特徴
- 料金は大人、小学生、障害者等は100円、幼児は無料。
- 定期券
  - 1箇月4,200円
- 回数券
  - 1,000円券（100円券の11枚綴り）
- なお、一般路線の乗車券類は使用できない。
- 運行は日ノ丸自動車・田中商店（ことうら交通）に委託している[1]。

## 各営業所（車庫）所在地
- 田中商店（ことうら交通）川東営業所
  - 鳥取県東伯郡琴浦町中尾487-1
    - 運行担当：福永線・上法万線・野井倉線・上中村線
- 日ノ丸自動車倉吉営業所赤碕駅前車庫
  - 鳥取県東伯郡琴浦町赤碕1087-2
    - 運行担当：琴浦海岸線・船上山線

## 沿革
- 2003年3月18日 - 東伯線を運行開始。
- 2005年8月1日 - 琴浦海岸線・上中村線を運行開始。
- 2008年
  - 2月20日 - 琴浦町営バスの運行及び管理に関する条例が制定される。
  - 5月1日 - 琴浦町営バスの運行及び管理に関する条例が施行されたことに伴い、自家用自動車による有償運送による琴浦町営バスに変更。これに伴い、鳥取藩のりあいばす乗放題手形は使用できなくなった。なお、運行は引き続き日ノ丸自動車に委託されている。
- 2019年
  - 4月1日 - 乗務員不足のため、東伯線の運行委託先を日ノ丸自動車から田中商店（ことうら交通）に、上中村線・スクールバスの運行委託先を日本交通から田中商店（ことうら交通）にそれぞれ変更。福永線を乗合タクシーに、上中村線を乗合タクシーからスクールバスの間合い運用によるデマンドバスに変更[1]。また、乗継券を廃止。
- 2021年
  - 3月 - 琴浦海岸線に小型ノンステップバス（日野・ポンチョ）1台を導入。
  - 4月1日 - 福永線を乗合タクシーから小型バスに変更。
- 2022年4月1日 - 町営バスとスクールバスを統合。これに伴い、福永線・上法万線は琴浦町立聖郷小学校・琴浦町立東伯中学校スクールバスと、船上山線・上中村線は琴浦町立船上小学校・琴浦町立赤碕中学校スクールバスと共用となった。

## コース
（停留所名）は一部の便のみ停車。＜停留所名/停留所名＞はどちらかを経由。

### 福永線
福永線の日中の便はデマンドバスとなる。
- アプト前 → 丸尾 → 浦安駅 → 丸尾 → 琴浦町役場本庁舎前 → 倉坂入口 → 東美好 → （聖郷小学校） → 釛 → 東公文 → 福永 → 野田 → 福永 → 一ツ屋 → 倉坂 → 一ツ屋 → 倉坂入口 → 琴浦町役場本庁舎前 → 丸尾 → 浦安駅 → 丸尾 → アプト前
- アプト前 → 丸尾 → 浦安駅 → 丸尾 → 琴浦町役場本庁舎前 → 倉坂入口 → 東美好 → 釛 → 東公文 → 福永 → 野田 → 福永 → 一ツ屋 → 倉坂 → 一ツ屋
- 野田 → 福永 → 東公文 → 釛 → カウベルホール前 → 美好 → 倉坂入口 → 一ツ屋 → 倉坂 → 一ツ屋 → 東公文 → 釛 → 聖郷小学校 → 東美好 → 倉坂入口 → 琴浦町役場本庁舎前 → 丸尾 → 浦安駅
  - 朝のみ運行。

### 上法万線
- アプト前 → 丸尾 → 浦安駅 → 浦安駅南口 → 琴浦町役場本庁舎前 → 川東集荷場前 → 斉尾団地 → 金屋 → 杉下 → 聖郷小学校 → 下光好 → 法万 → 上法万 → 杉下東口 → （平和） → 金屋 → 斉尾団地 → 川東集荷場前 → 琴浦町役場本庁舎前 → 浦安駅南口 → 浦安駅 → 丸尾 → アプト前
- アプト前 - 丸尾 - 浦安駅 - 浦安駅南口 - 琴浦町役場本庁舎前 - 川東集荷場前 - 斉尾団地 - 金屋 - 杉下 - 聖郷小学校 - 下光好 - 法万 - 上法万 - 杉下東口 - 平和
- アプト前 → 丸尾 → 浦安駅 → 浦安駅南口 → 琴浦町役場本庁舎前 → 川東集荷場前 → 斉尾団地 → 金屋 → 杉下 → 聖郷小学校 → 下光好 → 法万 → 上法万 → 杉下東口 → 平和 → 釛 → 東公文 → 福永 → 野田 → 福永 → 一ツ屋 → 倉坂 → 一ツ屋 → 倉坂入口 → 東美好
  - 夕方のみ運行。上法万 → 東美好間は降車のみの扱いとなる。

### 野井倉線
- アプト前 - 丸尾 - 浦安駅 - 丸尾 - 琴浦町役場本庁舎前 - 倉坂入口 - 美好 - カウベルホール前 - 釛 - （聖郷小学校） - 釛 - 上釛 - 下光好 - 法万 - 上法万 - 古布庄小学校前 - 三本杉上 - 野井倉
  - 18:00以降の野井倉行きの上釛 → 野井倉間は降車のみの扱いとなる。

### 琴浦海岸線
琴浦海岸線は小型ノンステップバス（日野・ポンチョ）で運行されている。
- 二軒屋 - トライアル - 浦安駅 - 丸尾 - 琴浦町役場本庁舎前 - アプト前 - 八橋駅入口 - ポート赤碕 - 琴浦町役場赤碕分庁舎前 - 赤碕駅 - 赤碕車庫

### 船上山線
- 警察署駅南 - 診療所前 - 赤碕中学校前 - トレーニングセンター前 - 赤碕中学校前 - 赤碕駅 - 桜ヶ丘 - 東山 - 出上 - （船上小学校） - 大石 - 竹ノ内 - 山川入口 - 大父木地 - 船上山 - （少年自然の家） - 船上山 - 山川 - 山川北口 - 山川入口 - 竹ノ内 - 大石 - （船上小学校） - 出上 - 東山 - 桜ヶ丘 - 赤碕駅 - 赤碕中学校前 - トレーニングセンター前 - 赤碕中学校前 - 診療所前 - 警察署駅南
  - 冬季（12月26日 - 2月28日/2月29日）は船上山 - 少年自然の家間運休。
- 赤碕中学校前 → 赤碕駅 → 桜ヶ丘 → 東山 → 出上 → （船上小学校） → 大石 → 竹ノ内 → 山川入口 → 大父木地 → 船上山 → 山川 → 山川北口
  - 山川北口止めの便（13:00および17:00以降）の大石 → 山川北口間は降車のみの扱いとなる。
- 船上山 → 山川 → 山川北口 → 竹ノ内 → 大石 → 国主 → 上中村 → 国主 → 船上小学校 → 出上 → 東山 → 警察署駅南 → 診療所前 → 赤碕駅

### 上中村線
上中村線はデマンドバスとなる。日中はバスが運行されていない。住民に限り、月曜日・水曜日・金曜日の9:00 - 16:00は、助け合い交通ことうら（安田地区振興協議会が運行する会員制乗合タクシー（軽自動車を使用））も利用可能。
- 赤碕駅 - 診療所前 - 向原 - 緑団地 - 船上小学校 - （国主 - 上中村 - 国主） - 緑団地 - 光 - 尾張公民館 - 安田小学校 - 梅田 - 坂ノ上入口 - 箆津西口 - 箆津 - 赤碕中学校前 - 赤碕駅
  - 朝の左回り、夕方の右回りのみ運行。国主・上中村は右回りのみ経由。
  - 2012年3月31日までは、坂ノ上入口から300m北の坂ノ上（琴浦町）で大山町営巡回バス中山地区羽田井・金屋線（中山タクシーに運行委託）に接続していた。
- 赤碕駅 → 診療所前 → 向原 → 緑団地 → 国主 → 上中村
  - 平日夕方のみ運行。

## 車両
町営バスオリジナルカラーの車両のほか、日ノ丸自動車の路線バスと同じカラーリングの車両も使用されている。
野井倉線は中型バス、その他の路線は小型バスが使用されている。

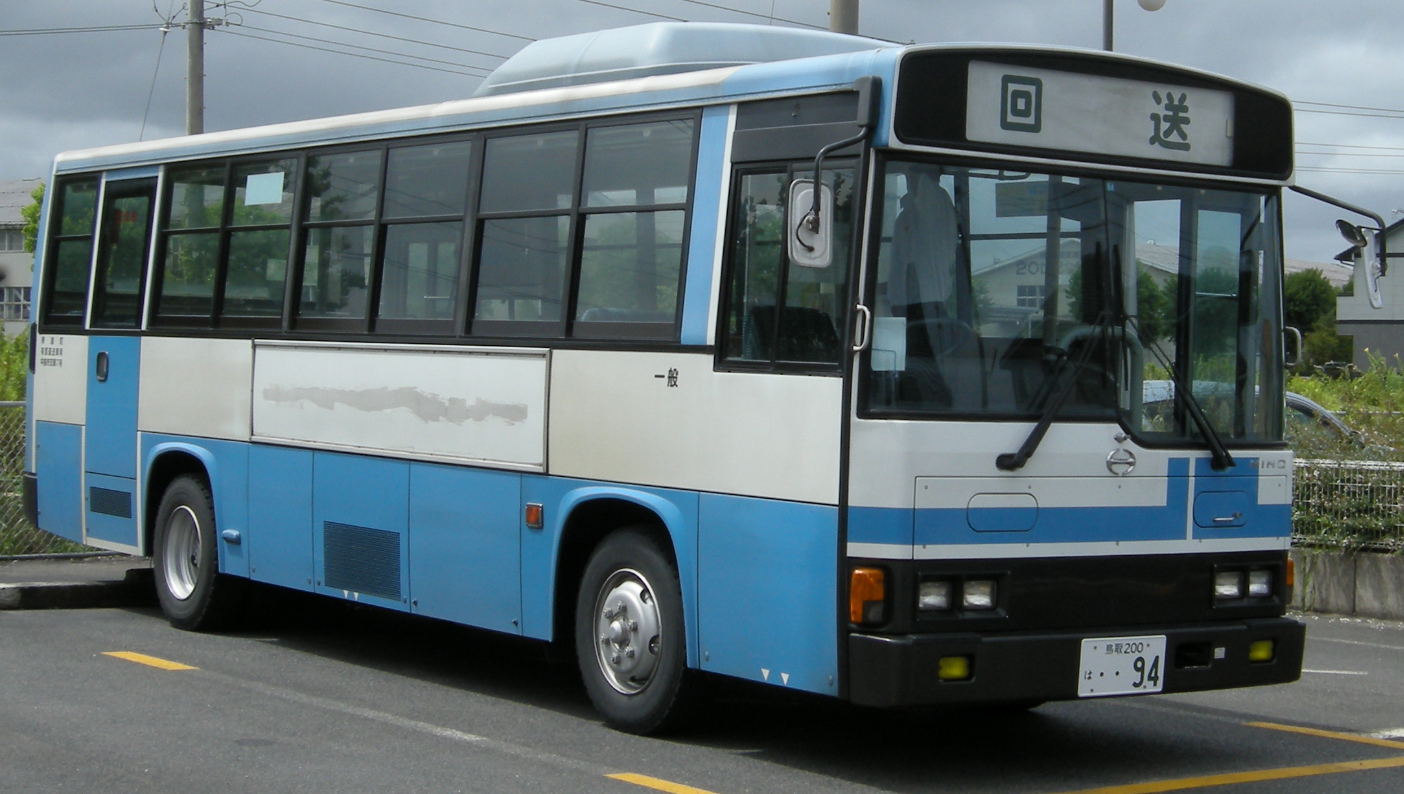
日ノ丸自動車カラーの車両（2008年8月）
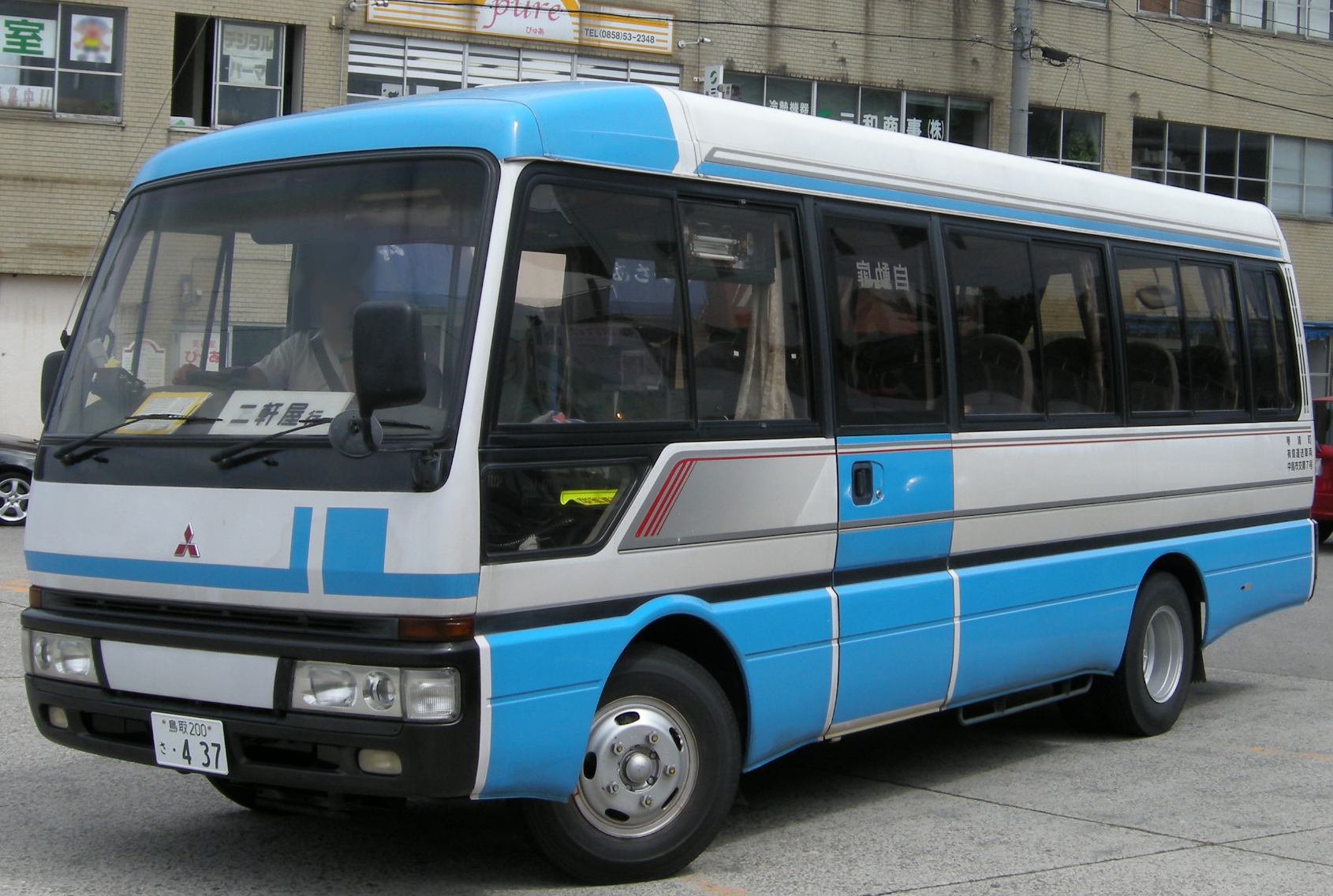
日ノ丸自動車カラーの車両（2008年8月）